# Павлина Апостолова
Павлина Апостолова-Богданова (на македонска литературна норма: Павлина Апостолова) е оперна певица, сопран от Република Македония, първенка на Македонския народен театър.

## Биография
Родена е на 16 май 1927 година в Тетово, Кралството на сърби, хървати и словенци. Учи пеене при вокалните педагози Н. Кунели, З. Шир и Петре Богданов-Кочко, за когото се жени. Заминава за Италия, където учи пеене, а след това и във Виена. Дебютира на сцената на Македонския народен театър в 1950 година с ролята на Мими в операта „Бохеми“. В периода от 1950 до 1983 година е постоянна членка на Операта на Македонския народен театър. Апостолова реализира над 40 роли от класическия съвременен репертоар. Сред тях са Констанца („Отвличане от двореца“), Розина („Севилският бръснар“), Виолета Валери („Травиата“), Мими („Бохеми“), Абигейл („Набуко“), Норма, Чочо сан („Мадам Бътърфлай“) и други. Павлина Апостолова успешно съчетава вокалния си талант на сопран със сценично присъствие.
Авторка е на монографията „Моят път в оперното изкуство“ (Мојот пат во оперската уметност). Павлина Апостолова изнася представления на всички по-големи опери в бивша Югославия.